# Église Santa Maria in Trivio
L'église Santa Maria in Trivio est une église baroque de Rome située piazza dei Crociferi.

## Historique
L'église se dénommait autrefois Santa Maria in Xenodochio (Sainte-Marie-du-Synode) à cause de sa proximité avec l'hospice fondé selon la tradition par Bélisaire qui rejoignit l'Italie après l'avoir libérée des Goths en 537. L'église maintient ce vocable jusqu'au XVe siècle. Elle devient église paroissiale en 1535, supprimée en 1601, rétablie en 1669 et de nouveau supprimée par Léon XII en 1825.
L'église est attribuée à la congrégation des Porte-Croix (Crociferi en italien) qui font rebâtir l'église entre 1573 et 1575, par Giacomo Del Duca. Après la suppression de la congrégation, l'église passe entre diverses mains, par exemple à l'ordre des camilliens en 1657 qui procèdent aux derniers travaux, puis à partir de 1839 aux clercs réguliers mineurs et enfin en 1854 jusqu'à aujourd'hui encore à la congrégation des Missionnaires du Précieux-Sang qui y conservent la dépouille de leur saint fondateur Gaspard del Bufalo.

## Description

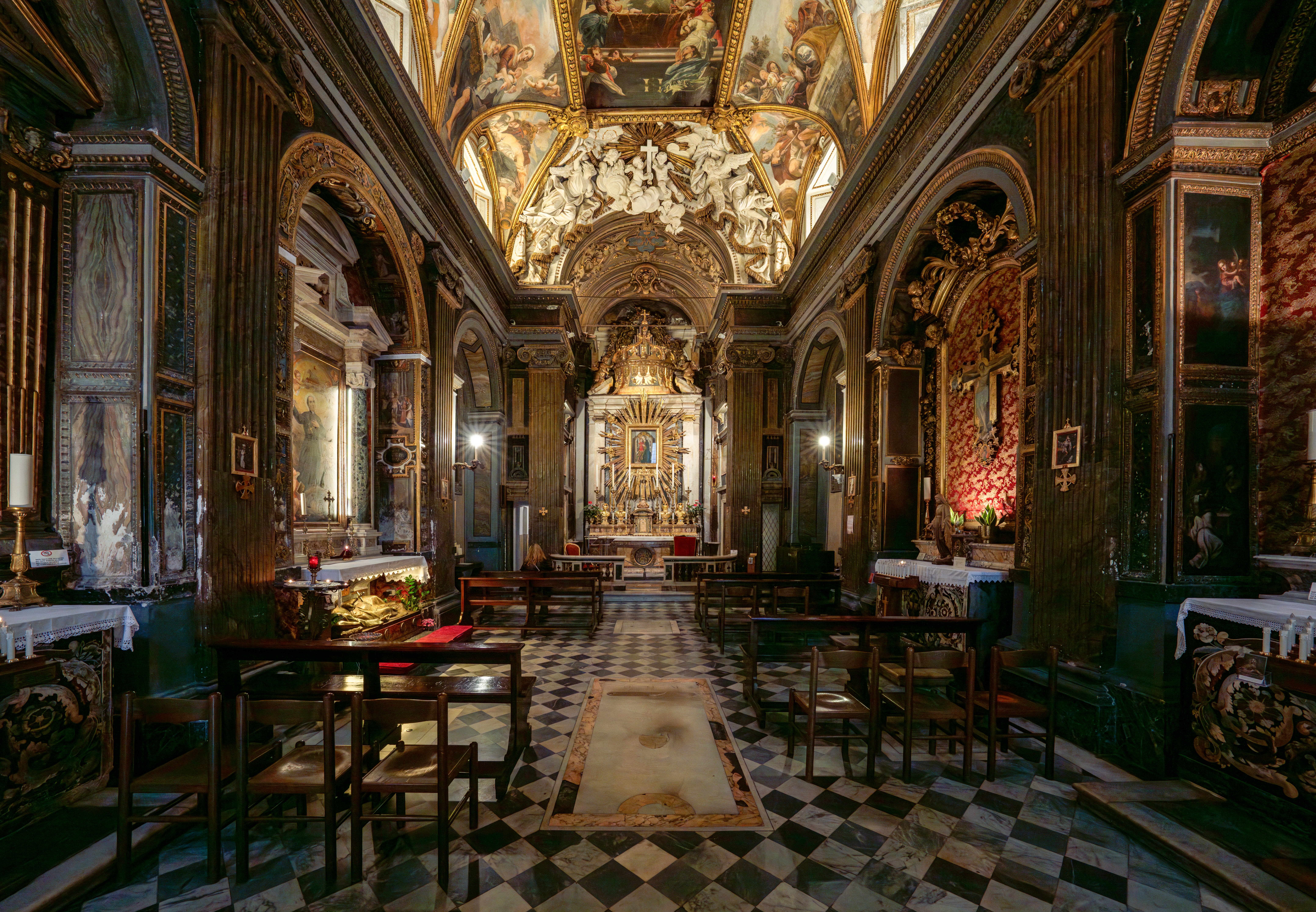
Intérieur de l'église

La façade de l'église est ornée de nombre de pilastres, corniches, fenêtres et niches. L'intérieur est à une nef, avec une abside et huit chapelles latérales, quatre de chaque côté.
Les fresques de la voûte sont l'œuvre d'Antonio Gherardi en 1669-1670 avec des corniches de stuc doré et des figures représentant la vie de la Vierge Marie. On remarque trois scènes au centre: celle de la Présentation de Marie au Temple, celle de l'Assomption et celle de la Circoncision de Jésus. Autour de ces trois scènes centrales, d'autres représentations figurent la Nativité de la Vierge, la Visitation, la Fuite en Égypte, Jésus prêchant au Temple, l'Adoration des Mages et la Sainte Famille. La voûte a été restaurée en 1999.
La première chapelle de droite abrite une plaque lapidaire rappelant la concession de l'église aux camilliens et une autre, la visite ici de Jean XXIII, le 4 janvier 1963. La deuxième chapelle abrite l'autel de Notre-Dame du Précieux-Sang, dont le tableau est attribué à Pompeo Batoni. C'est aujourd'hui une copie, l'original étant au musée de l'ordre à Albano. On admire dans la troisième chapelle un crucifix de l'École vénitienne datant du milieu du XIVe siècle et des Scènes de la Passion peintes sous l'arc par Francesco Grimaldi. Celui-ci est également l'auteur d'une Crucifixion avec la Vierge, saint Jean et la Madeleine dans la quatrième chapelle.
Les quatre chapelles de gauche en se dirigeant vers la sortie abritent, pour la première, une toile représentant le martyre de saint Clet (par le capucin Cosimo Piazza), pour la deuxième, la dépouille de saint Gaspard del Bufalo, fondateur de la congrégation des Missionnaires du Précieux-Sang, à qui appartient l'église. La troisième chapelle possède une toile de Sainte Marie-Madeleine conversant avec l'ange de Luigi Scaramuccia (1672), élève du Guérchin et de Guido Reni. La quatrième chapelle, où se trouvait autrefois une porte menant au cloître du couvent, est ornée d'une plaque rappelant la consécration de l'église le jour de l'Annonciation 1625, et d'une autre rappelant la translation des cendres du vénérable Jean Merlini (1795-1873) qui dirige la congrégation après la mort de Gaspard del Bufalo.
La sacristie est décorée d'une remarquable fresque représentant Le Triomphe de la Croix par Bartolomeo Morelli (1674).
On remarque au-dessus du maître-autel une Vierge à l'Enfant du XVe siècle surmontée d'une grande couronne dorée offerte par le chapitre de Saint-Pierre de Rome en 1677.

## Illustrations

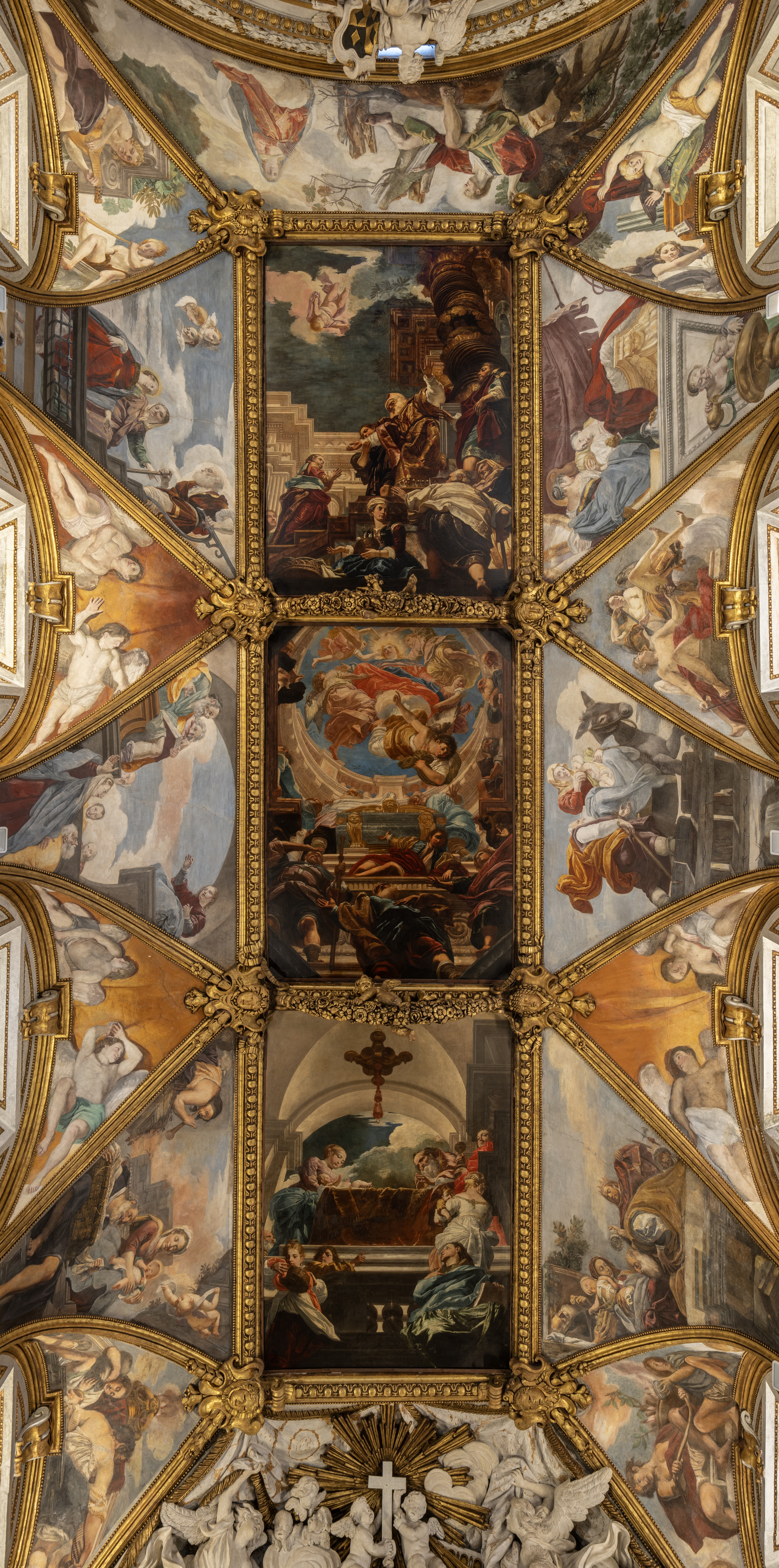
Fresques du plafond
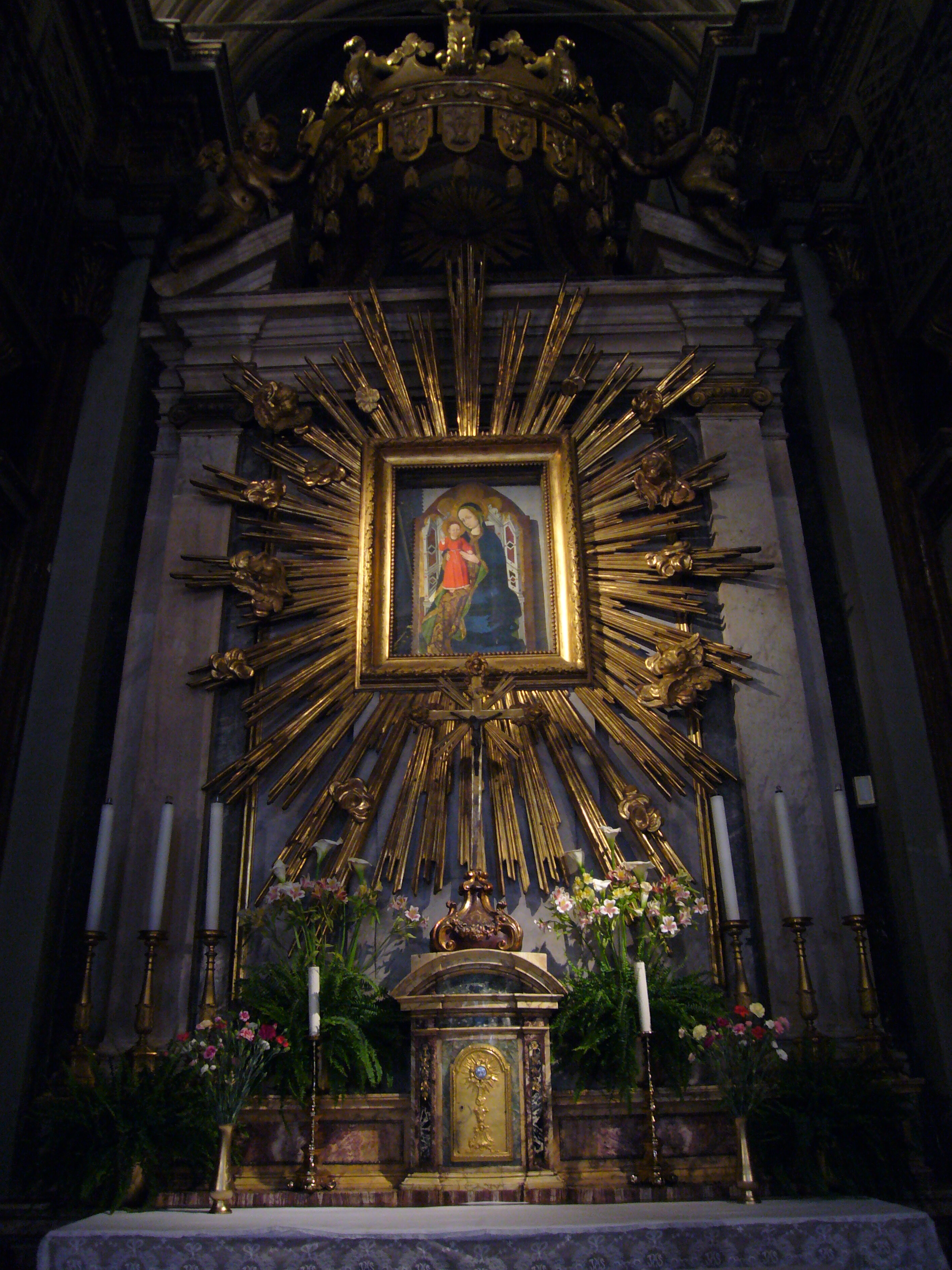
Vierge à l'Enfant (XVe siècle) au-dessus de l'autel
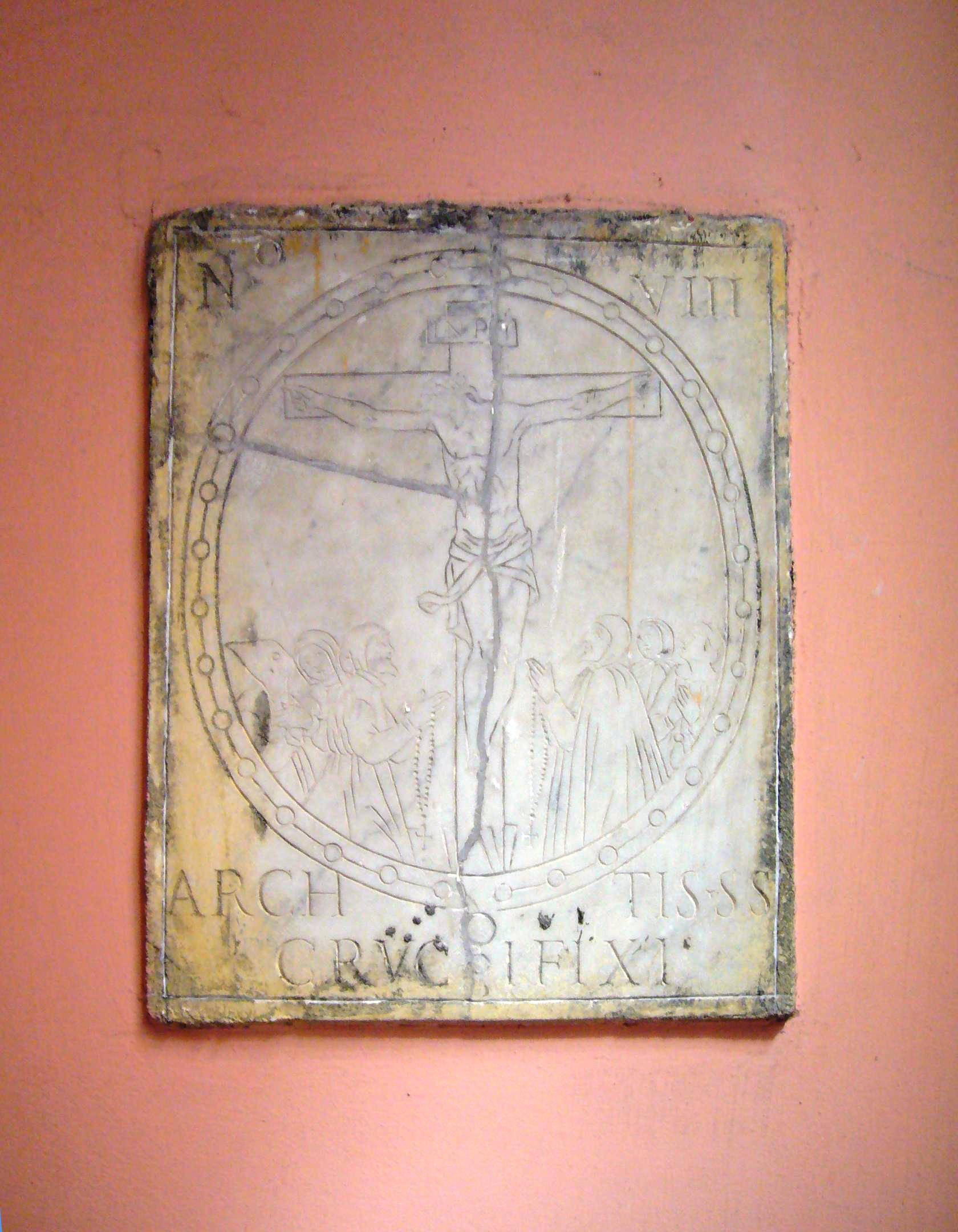
Plaque rappelant l'archiconfrérie des Porte-Croix

## Source
- (it) Cet article est partiellement ou en totalité issu de l’article de Wikipédia en italien intitulé « Chiesa di Santa Maria in Trivio » (voir la liste des auteurs).